# Clubiona pseudogermanica
Clubiona pseudogermanica är en spindelart som beskrevs av Schenkel 1936. Clubiona pseudogermanica ingår i släktet Clubiona och familjen säckspindlar. Inga underarter finns listade i Catalogue of Life.